# Őriszentpéter
Őriszentpéter è una città di 1.226 abitanti situata nella contea di Vas, nell'Ungheria nord-occidentale.